# Graphikportal
Das Graphikportal ist eine frei zugängliche wissenschaftliche Bilddatenbank für Zeichnungen und Druckgraphiken in Sammlungen an Museen, Bibliotheken, Archiven oder universitären und außeruniversitären Forschungseinrichtungen. Es wird im Auftrag des 2011 gegründeten Arbeitskreises „Graphik vernetzt“ vom Deutschen Dokumentationszentrum für Kunstgeschichte – Bildarchiv Foto Marburg betrieben, einer Einrichtung der Philipps-Universität Marburg.

## Ziele und Merkmale
Ziel des Graphikportals ist es, die Bestände möglichst vieler graphischer Sammlungen gemäß wissenschaftlicher Anforderungen zusammenzuführen und über eine gemeinsame Plattform öffentlich zugänglich zu machen. Die Verbundpartner haben zu diesem Zweck im Gemeinsamen Feldkatalog einheitliche Standards für das Harversting der Daten verabredet, welche die Objekte einzelner Sammlungen ordnen, klassifizieren und in einen übergeordneten Kontext stellen. Auf dieser Grundlage werden die eingelieferten Daten im Graphikportal nach fachlichen Regeln miteinander verknüpft, so dass verschiedene kunstwissenschaftliche Fragestellungen zur Geltung kommen können. Beispielsweise lassen sich im Verbundsystem sämtliche Abzüge von derselben Druckform in einem Suchergebnis zusammenführen. Auch inhaltliche Verbindungen, wie „Vorzeichnung zu“ oder „Reproduktion nach“ lassen sich anzeigen.

## Inhalte
Im Graphikportal findet man Digitalisate und kunstwissenschaftliche Erschließungsinformationen von mehr als 300.000 Zeichnungen, Aquarellen, Holzschnitten, Kupferstichen oder Radierungen aus insgesamt 24 europäischen graphischen Sammlungen. Zu den bislang in das Portal integrierten Sammlungen gehören Museen, Bibliotheken und Forschungseinrichtungen, wie etwa die Kupferstichkabinette der Staatlichen Museen zu Berlin – Preußischer Kulturbesitz, der Staatlichen Kunstsammlungen Dresden oder der Hamburger Kunsthalle. Auch die Albertina und die MAK-Bibliothek und Kunstblättersammlung in Wien, die Graphische Sammlung der ETH Zürich und der Zentralbibliothek Zürich oder die Bibliotheca Hertziana – Max Planck-Institut für Kunstgeschichte gehören zu den internationalen Verbundpartnern.